# Nadiya Billova
Nadiya Oleksandriïvna Billova (en ukrainien : Надія Олександрівна Бєлова ou Білльова), née le 2 septembre 1961 à Bolshevik, est une biathlète soviétique, puis ukrainienne. Elle est connue aussi sous le nom russe de Nadia Belova (Nadejda Belova).

## Carrière
À l'origine Billova, qui est née au Kazakhstan, est une cycliste. À l'âge de 21 ans, elle déménage en Ukraine pour étudier et commence la pratique du biathlon.
Sous les couleurs de l'Union soviétique, après des débuts internationaux en 1985, elle remporte aux Championnats du monde 1986 la médaille d'or en relais et la médaille d'argent sur le sprint, derrière sa coéquipière Kaija Parve.
Elle participe en tant qu'Ukrainienne à la Coupe du monde en 1992-1993, où elle monte sur un podium à Antholz et plus tard aux Jeux olympiques d'hiver de 1994, terminant 13e de l'épreuve de l'individuel (quinze kilomètres).
Elle prend sa retraite sportive après la saison 1994-1995.
Billova devient entraîneuse de biathlon ensuite, s'occupant de l'équipe ukrainienne, puis celle de Pologne au début des années 2000, en compagnie de son mari Roman Bondaruk qui fut son entraîneur personnel. À partir de la saison 2014-2015, elle prend en charge l'équipe masculine d'Ukraine.

## Palmarès

### Jeux olympiques d'hiver
| Épreuve / Édition   | Individuel | Sprint | Relais |
| ------------------- | ---------- | ------ | ------ |
| JO 1994 Lillehammer | 13e        | -      | -      |

### Championnats du monde
| Épreuve     | 1985 à Ruhpolding | 1986 à Falun | 1987 à Lahti | 1993 à Borovets | 1995 à Antholz |
| ----------- | ----------------- | ------------ | ------------ | --------------- | -------------- |
| Individuel  | 8e                | 4e           | 12e          | 9e              | 45e            |
| Sprint      | 7e                | Argent       | 8e           | -               | -              |
| Relais      | -                 | Or           | -            | 6e              | -              |
| Par équipes |                   |              |              | 6e              | 5e             |

### Coupe du monde
- Avec l'Ukraine :
  - Meilleur classement général : 16e en 1994.
  - 2 podiums individuels : 2 deuxièmes places.